# FKリュビチ・プルニャヴォル
FKリュビチ・プルニャヴォル（FK Ljubić Prnjavor）は、ボスニア・ヘルツェゴビナのスルプスカ共和国プルニャヴォルをホームタウンとするサッカークラブである。

## 歴史
1946年に創設された。
プルヴァ・リーガRS初年度の1995-96シーズンに西地域で7位の成績を残したが、1996-97シーズンは西地域で最下位に終わり、ドルガ・リーガRSに降格した。
2018-19シーズンはドルガ・リーガRS・西地域に所属していたが、クプ・レプブリケ・スルプスケ準々決勝でプルヴァ・リーガRS首位のボラツ・バニャ・ルカに2-1で勝利して準決勝に進出した。準決勝ではFKクルパに0-1、0-6で敗れて決勝進出を逃した。

## 獲得タイトル
- ドルガ・リーガRS：1回
  - 1997-98